# Краковјак
Краковјак {пољ.krakowiak} је пољска народна игра са подручја Кракова и Мале Пољске. Игра је брзог темпа са карактеристичним ритмом. Позната је још из 16. века. Певало се се као увод у игру а затим свирало уз игра парова. Сусреће се и под другим локалним називима (kopieniak, proszowiak, suwany). У уметничкој музици добија стилизовани облик (Фредерик Шопен: Рондо а ла Краковјак; Игнаци Падеревски: Краковјак фантазија).